# Byzantinischer Bürgerkrieg (1352–1357)
Der Byzantinische Bürgerkrieg von 1352 bis 1357 war eine Serie von Konflikten um die Vorherrschaft im Byzantinischen Reich zwischen Kaiser Johannes VI. Kantakuzenos bzw. seinem ältesten Sohn Matthaios Kantakuzenos und Johannes V. Palaiologos.

## Vorgeschichte

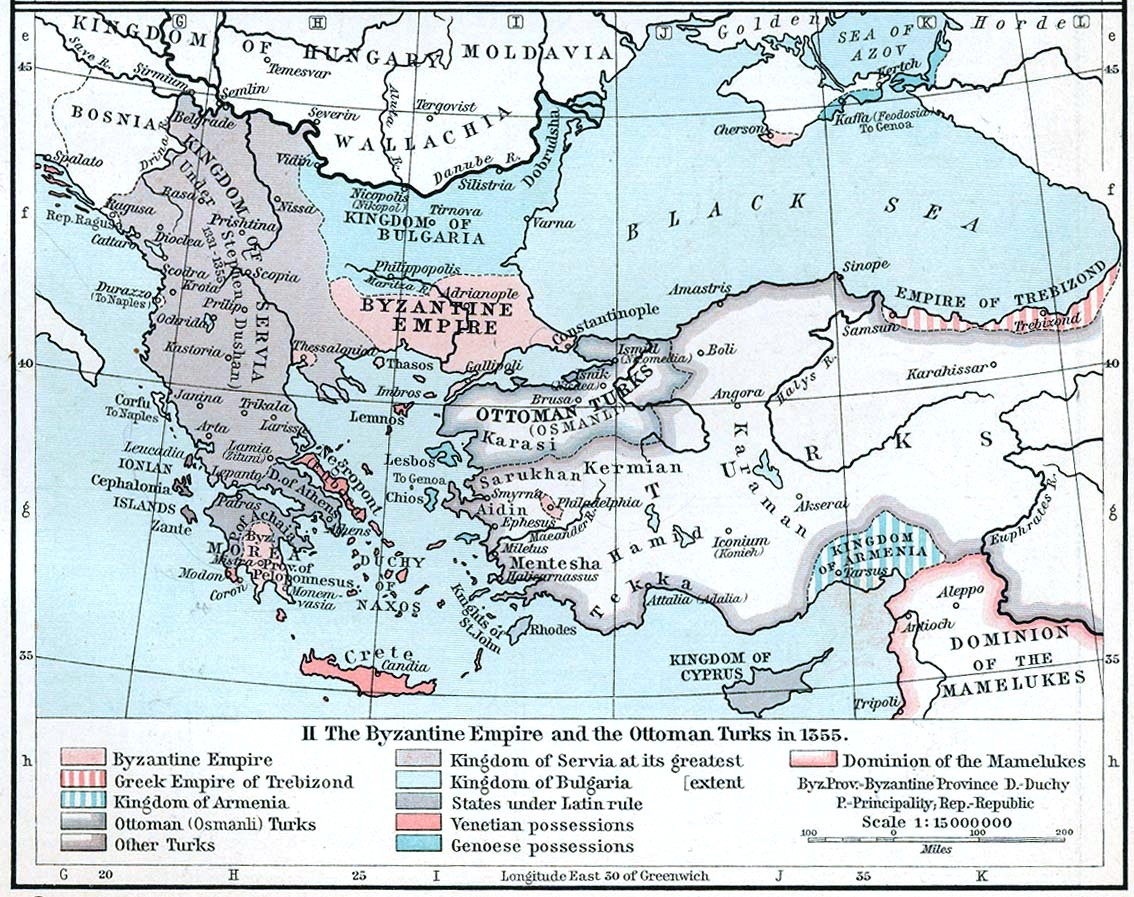
Das byzantinische Reich (hellrosa) sowie die umliegenden Staaten im Jahr 1355. Byzanz umfasst hier noch die Südhälfte der Morea, die Region um Thessaloniki und Thrakien

Nach seinem Sieg im Byzantinischen Bürgerkrieg von 1341 bis 1347 hatte Johannes VI. Kantakuzenos seine Gegner zu einer Übereinkunft gezwungen, durch die er Mitkaiser neben Johannes V. Palaiologos, dessen Schwiegervater und alleiniger Regent während dessen Minderjährigkeit wurde. Im Mai 1352 forderte Johannes V. in Konstantinopel seinen Anteil an der Macht ein. Johannes VI. wies ihm Gebiete in Thrakien zu, die jedoch auch die Stadt Didymoticho und den überwiegenden Teil des Gebietes, das er bereits seinem Sohn Matthaios Kantakuzenos als Apanage zugeteilt hatte, mit einschlossen. Matthaios legte dagegen Widerspruch ein und stellte damit zugleich Johannes Palaiologos als rechtmäßigen Thronerben in Frage.

## Verlauf
Im Sommer 1352 begann Johannes V., vielleicht um einem Angriff zuvorzukommen, den Bürgerkrieg. Er überschritt die Grenze zu dem von Matthaios verwalteten Gebiet und belagerte im Herbst 1352 Adrianopel. Johannes VI. kam seinem Sohn mit Truppen des osmanischen Sultans Orhan I. zu Hilfe. Die Türken eroberten einige Städte zurück, die sich zuvor dem Palaiologen ergeben hatten, und plünderten sie mit Kantakuzenos’ Billigung, darunter auch Adrianopel. Johannes V. musste sich nach Serbien zurückziehen.
Für eine Gegenoffensive ersuchte Johannes V. Palaiologos die Serben und Bulgaren um Waffenhilfe. Während die Bulgaren ihrer Zusage angesichts der türkischen Übermacht nicht nachkamen, bot der serbische Zar Stefan Dušan ein 4000 Mann starkes Reiterheer gegen die Osmanen auf. Im Gegenzug überstellte Johannes V. seinen Bruder Michael als Geisel an den Hof des Serbenkaisers. Orhan I. schickte unter dem Befehl seines Sohnes Süleiman die enorme Streitmacht von 10.000 Kavalleristen ins Feld. Die beiden Armeen trafen im Oktober 1352 in einer offenen Feldschlacht bei Didymoticho aufeinander, wobei die zahlenmäßig überlegenen Osmanen den Serben eine schwere Niederlage beibrachten.
Johannes VI. Kantakuzenos behauptete durch den Sieg seiner osmanischen Verbündeten zunächst die Herrschaft über Byzanz. Johannes V. Palaiologos setzte sich mit seiner Familie ins Exil auf die venezianische Insel Tenedos ab. Nach einem gescheiterten Rückkehrversuch entzog ihm Johannes VI. im April 1353 die Thronfolge und erhob seinen Sohn Matthaios zum Mitkaiser. Der Patriarch von Konstantinopel, Kallistos I., der sich weigerte, Matthaios zu krönen, wurde durch Philotheos Kokkinos ersetzt, der im Februar 1354 die Zeremonie vornahm.
Von Thessaloniki aus erzwang Johannes V. im Oktober 1354 mit genuesischer Unterstützung die Rückeroberung Konstantinopels. Der Panhypersebastos Andronikos Asanes schickte Kantakuzenos ein Heer aus Bizye zu Hilfe, ohne jedoch die Absetzung seines Onkels im Dezember 1354 noch verhindern zu können.
Matthaios Kantakuzenos setzte von Thrakien aus den Krieg gegen Johannes V. fort. Beim Versuch, mit Hilfe von 5000 Türken die serbische Hauptstadt Serres einzunehmen, wurde er im Frühjahr 1357 vom Woiwoden Vojihna gefangen genommen, später gegen Zahlung eines hohen Lösegelds an Johannes V. ausgeliefert und von diesem im Dezember 1357 zum Thronverzicht gezwungen.

## Folgen
Johannes V. Palaiologos hatte sich in dem Bürgerkrieg zwar als Alleinherrscher durchgesetzt, jedoch um einen hohen Preis. Der erste militärische Erfolg des Osmanischen Reiches auf europäischem Boden sollte den Weg für die weitere türkische Expansion und die „Einkreisung“ Konstantinopels ebnen, die 1354 mit der Eroberung der Halbinsel Gallipoli einsetzte und letztlich ein Jahrhundert später zum Untergang von Byzanz führen sollte.